# 8-я пехотная дивизия (США)
8-я пехотная дивизия (англ. 8th Infantry Division) — соединение в Сухопутных войсках США. Дивизия принимала участие в Второй мировой войне и Войне в Персидском заливе. Первое формирование было в 1918 году. В войне дивизия не принимала участия. Второе формирование произошло 1 июля 1940 года. После ВМВ, дивизия дислоцировалась в Западной Германии до своего расформирования 17 января 1992 года. 8-я пехотная дивизия сформирована 3 августа 1918 года в Кэмп-Фремонт, штат Калифорния.
8-я пехотная дивизия в годы Холодной войны была передислоцирована в Западную Германию 14 декабря 1957 г. и была расформирована 17 января 1992 г., дислоцировалась в Бад-Кройцнахе.

## Командиры
1-е формирование
- полковник Элмор Ф. Таггарт (5 января 1918)
- полковник Л. Ван Деузен (15 февраля 1918)
- бригадный генерал Дж. Д. Лейтч (25 февраля 1918)
- генерал-майор Дж. Ф. Моррисон (10 марта 1918)
- бригадный генерал Дж. Д. Лейтч (18 марта 1918)
- генерал-майор Уильям С. Грейвс (18 июля 1918)
- бригадный генерал Дж. Д. Лейтч (4 августа 1918)
- генерал-майор У. С. Грейвс (11 августа 1918)
- бригадный генерал Дж. Д. Лейтч (12 августа 1918)
- генерал-майор Эли А. Хельмик (2 сентября 1918)
- бригадный генерал Дж. Дж. Брэдли (20 ноября 1918)
- генерал-майор Эли А. Хельмик (26 ноября 1918)

2-е формирование
- генерал-майор Филип Б. Пейтон (июнь 1940 — декабрь 1940)
- генерал-майор Джеймс П. Марли (декабрь 1940 — февраль 1941)
- генерал-майор Уильям Э. Шедд (февраль 1941)
- генерал-майор Генри Террелл-младший (март 1941)
- генерал-майор Джеймс П. Марли (апрель 1941 — июль 1942)
- генерал-майор Пол Э. Пибоди (август 1942 — январь 1943)
- генерал-майор Уильям К. Макмахон (февраль 1943 — июль 1944)
- генерал-майор Дональд А. Стро (июль 1944 — декабрь 1944)
- генерал-майор Уильям Уивер (декабрь 1944 — февраль 1945)
- генерал-майор Брайант Э. Мур (февраль 1945 — ноябрь 1945)
- генерал-майор Уильям М. Майли (ноябрь 1945 — до расформирования).

3-е формирование
- генерал-майор Фрэнк МакКоннел (август 1950 — январь 1951)
- генерал-майор Гарри Дж. Коллинз (январь 1951 — февраль 1952)
- генерал-майор В. П. Шеппард (февраль 1952 — январь 1953)
- бригадный генерал Джон А. Дабни (январь 1953 — январь 1954)
- генерал-майор Райли Э. Эннис (январь 1954 — июнь 1954)
- генерал Гарри Дж. Коллинз (июнь 1954 — август 1954)
- генерал-майор Томас Л. Гарольд (август 1954 — сентябрь 1954)
- генерал-майор Томас Л. Шерберн (сентябрь 1954 — ноябрь 1954)
- генерал-майор Джон Ванхаутен (ноябрь 1954 — январь 1956)
- генерал-майор Томас М. Уотлингтон (июнь 1956 — август 1957)
- генерал-майор Филип Ф. Линдман (август 1957 — март 1959)
- генерал-майор Лойд Р. Мозес (март 1959 — октябрь 1960)
- генерал-майор Эдгар К. Долман (октябрь 1960 — октябрь 1961)
- генерал-майор Эндрю Гудпастер (октябрь 1961 — октябрь 1962)
- генерал-майор Стэнли Р. Ларсен (ноябрь 1962 — апрель 1964)
- генерал-майор Джозеф Р. Расс (апрель 1964 — апрель 1966)
- генерал-майор Патрик Ф. Кэссиди (апрель 1966 — июнь 1968)
- генерал-майор Джордж Л. Мабри младший (июнь 1968 — февраль 1969)
- генерал-майор Элмер Х. Альмквист (февраль 1969 — август 1970)
- генерал-майор Дональд В. Роттан (август 1970 — май 1972)
- генерал-майор Фредерик Э. Дэвис (май 1972 — октябрь 1973)
- генерал-майор Джозеф К. Макдонаф (октябрь 1973 — июль 1975)
- генерал-майор Джон Р. Д. Клеланд (июль 1975 — июнь 1977)
- генерал-майор Пол Ф. Горман (июнь 1977 — май 1979)
- генерал-майор Уильям Дж. Ливси (май 1979 — июнь 1981)
- генерал-майор Карл Э. Вуоно (июнь 1981 — июнь 1983)
- генерал-майор Чарльз В. Дайк (июнь 1983 — июнь 1985)
- генерал-майор Оррен Р. Уидон (июнь 1985 — июнь 1987)
- генерал-майор Кэлвин А. Х. Уоллер (июнь 1987 — июнь 1989)
- генерал-майор Дэвид М. Мэддокс (июль 1989 — ноябрь 1990)
- генерал-майор Джон П. Отьен (ноябрь 1990 — январь 1992)

## Состав
- Управление дивизии
- 8-я пехотная бригада
  - 12-й пехотный полк
  - 62-й пехотный полк
  - 23-й пулемётный батальон
- 16-я пехотная бригада
  - 8-й пехотный полк
  - 13-й пехотный полк
  - 24-й пулемётный батальон
- 8-я артиллерийская бригада
  - 2-й артиллерийский полк (155 мм)
  - 81-й артиллерийский полк (75 мм)
  - 82-й артиллерийский полк (75 мм)
  - 8-я траншейная миномётная батарея
- 22-й пулемётный батальон
- 319-й инженерный полк
- 320-й батальон связи
- Управление тылового обеспечения и военная полиция

Численность дивизии — 13 986.
- Управление дивизии[3]
- 13-й пехотный полк
- 28-й пехотный полк
- 121-й пехотный полк
- Артиллерийское командование
  - Управление
  - 28-й артиллерийский дивизион (155 мм)
  - 43-й артиллерийский дивизион (105 мм)
  - 45-й артиллерийский дивизион (105 мм)
  - 56-й артиллерийский дивизион (105 мм)
- 12-й инженерно-сапёрный батальон
- 8-й медицинский батальон
- 8-я разведывательная рота
- 708-я рота технического обеспечения артиллерии
- 8-я квартирмейстерская рота
- 8-я рота связи
- Взвод военной полиции
- Оркестр
- 8-й отряд корпуса контрразведки

Всего на фронте убито 2532 человек, ранено 10057, умерло от ран 288. Общее количество дней в бою 266. Оборот рабочей силы — 149,4 %.
- Управление дивизии[4]
- 5-й пехотный полк (Фюрт)
- 13-й пехотный полк (Ульм)
- 28-й пехотный полк (Хайльбронн)
- Артиллерийское командование (Гёппинген)
  - 28-й артиллерийский дивизион (155-мм буксируемые гаубицы),
  - 43-й артиллерийский дивизион (105-мм буксируемые гаубицы),
  - 45-й артиллерийский дивизион (105-мм буксируемые гаубицы),
  - 56-й артиллерийский дивизион (105-мм буксируемые гаубицы),
  - 23-й зенитный артиллерийский дивизион (счетверённые M2 и спаренные 40-мм самоходки)
- 41-й танковый батальон (Лайпхайм)
- 8-й разведывательный батальон
- 12-й инженерный батальон (Лайпхайм)
- 8-й медицинский батальон
- 708-й батальон технического обеспечения артиллерии (Ной-Ульм)
- 8-я квартирмейстерская рота
- 8-я рота военной полиции
- 8-я рота связи
- 8-я рота пополнения

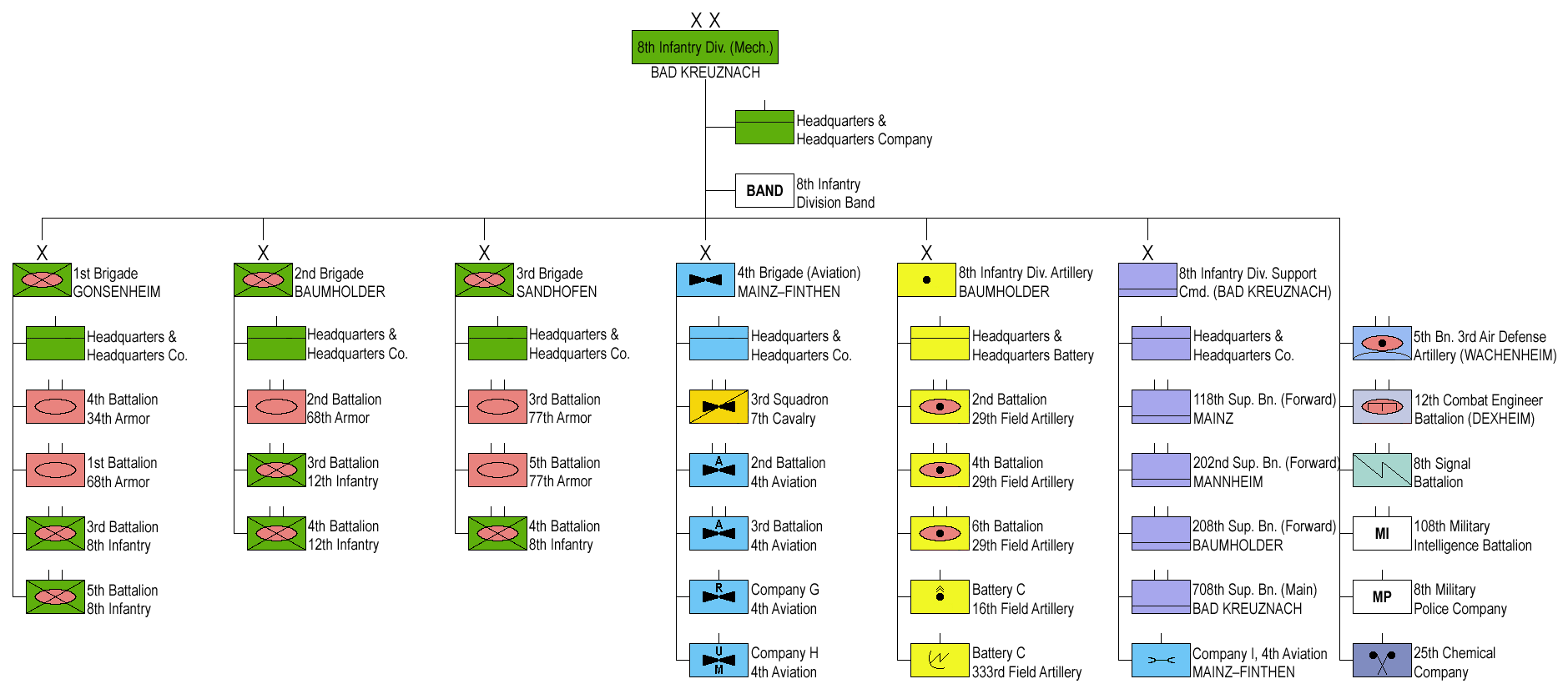
Состав дивизии в 1989 году.

- Управление дивизии, Бад-Кройцнах (ФРГ)[5]
- 1-я бригада, Гонзенхим
  - 4-й батальон 34-го бронетанкового полка (M1A1 Abrams)
  - 1-й батальон 69-го бронетанкового полка (M1A1 Abrams)
  - 3-й батальон 8-го пехотного полка (M113)
  - 5-й батальон 8-го пехотного полка (M2 Bradley)
- 2-я бригада, Баумхольдер
  - 2-й батальон 68-го бронетанкового полка (M1A1 Abrams)
  - 1-й батальон 13-го пехотного полка (M2 Bradley)
  - 1-й батальон 39-го пехотного полка (M2 Bradley)
- 3-я бригада, Колманские Казармы
  - 5-й батальон 68-го бронетанкового полка (M1A1 Abrams)
  - 5-й батальон 77-го бронетанкового полка (M1A1 Abrams)
  - 4-й батальон 8-го пехотного полка (M113)
- Бригада армейской авиации, Майнц-Финтен
  - 3-й эскадрон 7-го кавалерийского полка (40× M3 Bradley 10× M113, 4× M106, 4× M577, 8× AH-1F, 12× OH-58C, 1× UH-1H)
  - 2-й батальон 4-го авиационного полка (21× AH-1F, 13× OH-58C, 3× UH-60A)
  - 3-й батальон 4-го авиационного полка (21× AH-1F, 13× OH-58C, 3× UH-60A)
  - Рота G 4-го авиационного полка (6× UH-1H, 6× OH-58A, 6× OH-58D, 3× EH-60)
  - Рота H 4-го авиационного полка (15× UH-60A)
  - Рота I 4-го авиационного полка (обеспечение)
- Артиллерийское командование, Баумхольдер
  - 2-й дивизион 29-го артиллерийского полка (24× M109A3)
  - 4-й дивизион 29-го артиллерийского полка (24× M109A3)
  - 6-й дивизион 29-го артиллерийского полка (24× M109A3)
  - Батарея Чарли (C) 18-го артиллерийского полка (9× M270 MLRS)
  - Батарея Чарли (C) 333-го артиллерийского полка (артиллерийская разведка)
- Командование материально-технического обеспечения, Майнц
  - 118-й батальон передового обеспечения (действует в интересах 1-й бригады)
  - 202-й батальон передового обеспечения (действует в интересах 3-й бригады)
  - 208-й батальон передового обеспечения (действует в интересах 2-й бригады)
  - 708-й батальон общего обеспечения
- 12-й инженерно-сапёрный батальон, Дексхайм
- 1-й дивизион 59-го полка ПВО, Ваккернхайм
- 108-й разведывательный батальон (РЭР и войсковая разведка)
- 8-я рота военной полиции
- 25-я рота РХБЗ